# بخش هانومنگاره
بخش هانومنگاره (به انگلیسی: Hanumangarh district) یک منطقهٔ مسکونی در هند است که در Bikaner division واقع شده‌است. بخش هانومنگاره ۹٬۶۵۶ کیلومتر مربع مساحت و ۱٬۷۷۴٬۶۹۲ نفر جمعیت دارد.